# Astrid Lindgren (rose)
ʽAstrid Lindgren’ est un cultivar de rosier obtenu au Danemark en 1989 par le rosiériste Poulsen,. Il doit son nom à la romancière danoise Astrid Lindgren. C'est un rosier très apprécié sous les climats aux hivers rudes. Il est parfois commercialisé sous le nom de ʽCharentes’ en France.

## Description
ʽAstrid Lindgren’ est un rosier moderne du groupe floribunda. Son buisson peut s'élever de 120 cm à 245 cm. Son feuillage est vert foncé et semibrillant avec des rameaux épineux.
Ses fleurs  d'allure raffinée sont d'un rose pâle délicat au parfum de framboise. Elles sont en forme de coupe de 17 à 25 pétales et forment de petits bouquets. La floraison est abondante à la fin du printemps, puis elle est dispersée jusqu'aux premières gelées.
Ce cultivar est très résistant au froid hivernal (zone de rusticité 4b à 9b) et sa couleur délicate en fait un grand succès international.

## Prix
- Belfast Certificate of Merit. Belfast Rose Trials. 1991
- La Haye Certificat de mérite. The Hague Rose Trials. 1991
- Lyon 1er prix. Concours des roses de Lyon. 1989
- Médaille d'or Baden-Baden. Baden-Baden Rose Trials. 1988[2]
- Médaille d'argent. Copenhague. 1993
- Certificat de bronze. La Haye. 1993
- Certificat de mérite. La Haye. 1991
- Trial Ground Certificate. St.Albans Angleterre. 1988
- Trial Ground Certificate. St.Albans Angleterre. 1987[5]

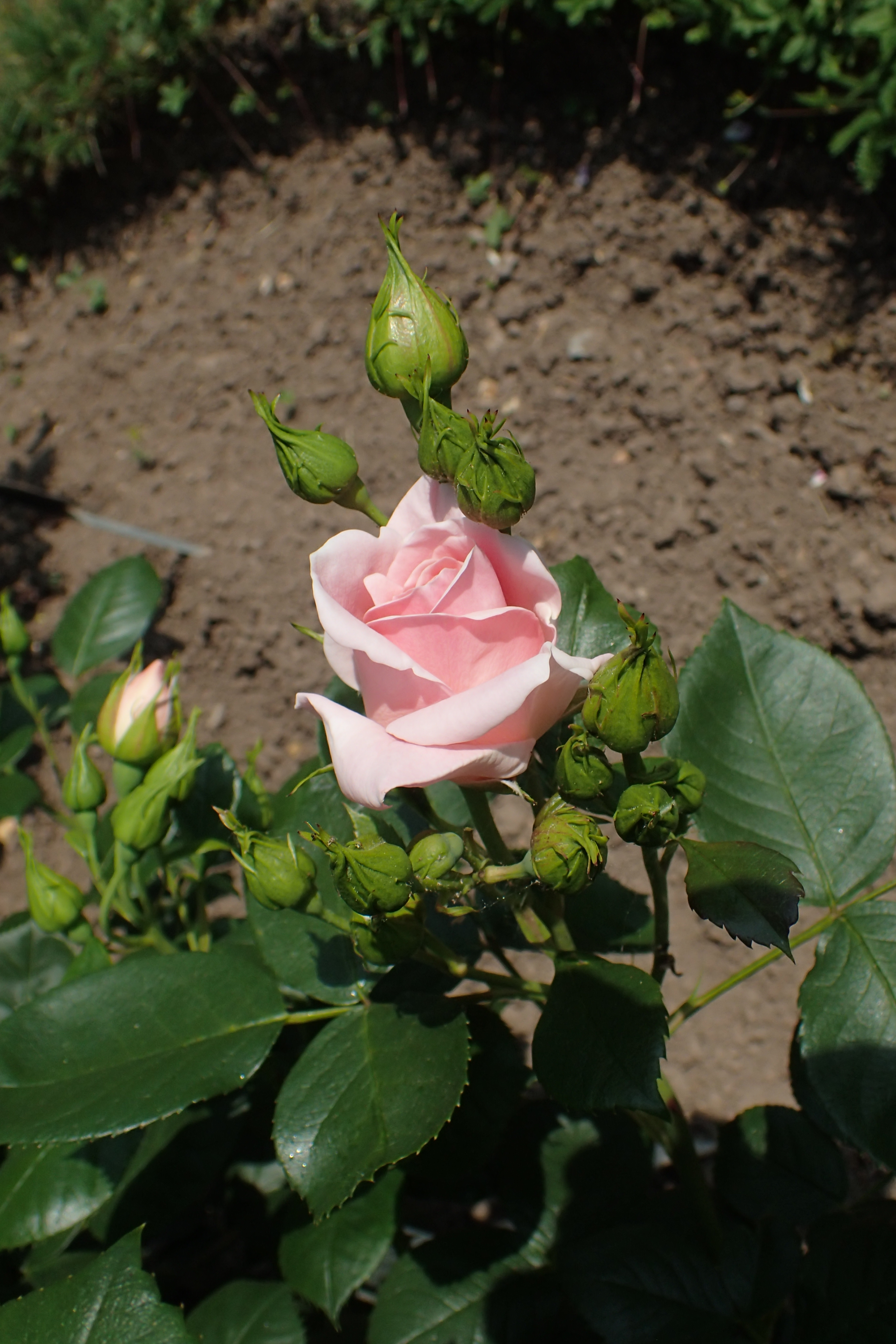
ʽAstrid Lindgren’.